# Otto Dornewaß
Otto Dornewaß, auch Otto Dornewass (27. März 1840 in Darmstadt – 30. November 1905 in Wiesbaden) war ein deutscher Opernsänger (Bass), Theaterschauspieler und Opernregisseur.

Regisseur Otto Dornewaß (1895)

## Leben
Dornewaß, Sohn des Tänzers und Schauspielers Wilhelm Dornewaß, stellte ihm bei seiner Berufswahl keine Hindernisse in den Weg. Entsprechend ausgebildet wurde er als Eleve ans Hoftheater Darmstadt engagiert, vergaß dabei jedoch nicht seine Stimme zu pflegen. So nahm er Unterricht bei Hofsänger Josef Herger, Hofkapellmeister Jato und später bei F.M. Dale-Aste (Dall’Aste?).
1860 debütierte er am Theater Freiburg als „Usbeck“ in Maurer und Schlosser. Dort, wie später in Lübeck, Rostock, Mainz und Dessau arbeitete er als Opernsänger und Schauspieler, sein Schwerpunkt lag jedoch auf der per. 1865 wurde er an das Hoftheater Wiesbaden verpflichtet, wo ihm zuerst die Regie und 1889 auch die Oberregie über die Oper übertragen wurde.
Am 14. Juni 1905 beging er sein 40-jähriges Dienstjubiläum in Wiesbaden. Kurz darauf starb er.